# Jeanne Manet
Pour les articles homonymes, voir Manet.
Gilberte Marcelle Lachmann, dite Jeanne Manet, née le 27 novembre 1917 à Houilles (Yvelines ; alors Seine-et-Oise) et morte le 15 janvier 2012 à Nogent-le-Rotrou (Eure-et-Loir), est une actrice française.

## Biographie
Elle est la fille du premier mariage de l'aviateur Georges Marcel Lachmann. Après le divorce de ses parents, elle vit avec sa mère et son beau père qui aurait aimé faire d'elle une pharmacienne.
Elle commence sa carrière artistique dans un numéro de danse et de chansons cubaines au "Bosphore", à Paris. Elle y obtient un contrat de deux ans pour "Scherazade". Puis elle joue à l'ABC, et aussi Bobino.
Pendant la guerre, elle est décrite comme la grande vedette du cabaret "Florence".
Jeanne Manet apparaît brièvement au cinéma, d'abord dans trois français, Le Porte-veine d'André Berthomieu (1937, avec Lucien Baroux et Marie Glory), Les Caves du Majestic de Richard Pottier (1945, avec Albert Préjean et Suzy Prim) et Vive la liberté de Jeff Musso (tourné en 1944 et sorti en 1946, où elle partage la vedette avec Raymond Bussières).

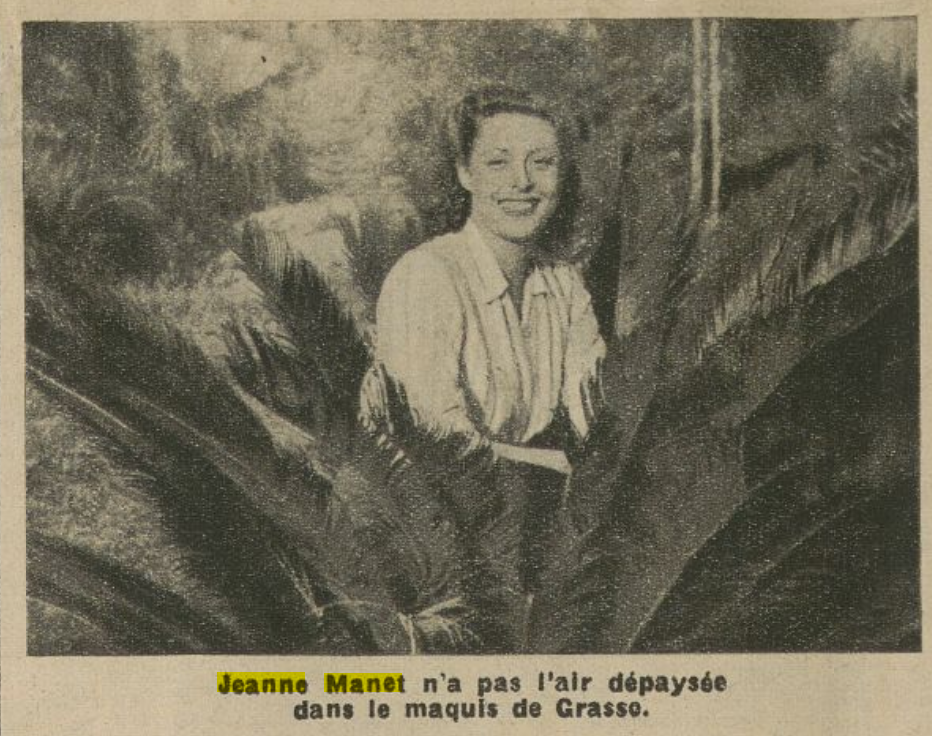
Jeanne Manet (Gilberte Lachmann) en 1945

Vers la fin de la Seconde Guerre mondiale, elle rencontre un militaire américain stationné en France, Pat Hurst. Elle l'épouse en 1946, année où le couple s'installe aux États-Unis. Quasiment retirée alors pour se consacrer à sa famille, l'actrice contribue néanmoins à cinq films américains, depuis Française d'occasion de Douglas Sirk (1949, avec Dorothy Lamour et Don Ameche) jusqu'à Histoire d'un amour de David Miller (1961, avec Susan Hayward et John Gavin), en passant notamment par Le Bal des cinglés de Richard Quine (1957, avec Jack Lemmon et Kathryn Grant).
S'ajoutent quatre séries télévisées américaines, dont Schlitz Playhouse of Stars (un épisode, 1958), One Step Beyond (un épisode, 1959) et Aventures dans les îles (un épisode, 1961), après quoi elle se retire définitivement.

## Filmographie complète

### Cinéma
- 1937 : Le Porte-veine d'André Berthomieu : Anne-Marie
- 1945 : Les Caves du Majestic de Richard Pottier : rôle non spécifié
- 1946 : Vive la liberté de Jeff Musso : Marie
- 1949 : Française d'occasion (Slightly French) de Douglas Sirk : Nicolette
- 1957 : Le Bal des cinglés (Operation Mad Ball) de Richard Quine : Mme LaFour
- 1959 : The Flying Fontaines de George Sherman : Michèle Fontaine
- 1960 : Pepe de George Sidney : une française
- 1961 : Histoire d'un amour (Back Street) de David Miller : la secrétaire à Paris

### Télévision

#### Séries télévisées
- 1958 : Schlitz Playhouse of Stars, saison 7, épisode 28 Papa Said No de Don Weis : Gabrielle Stacey
- 1959 : One Step Beyond, saison 1, épisode 8 Prémonition (Premonition) de John Newland : la professeur de danse
- 1961 : Angel (en), saison unique, épisode 22 Phone Fun d'Ezra Stone : Mme Harrison
- 1961 : Aventures dans les îles (Adventures in Paradise), saison 2, épisode 28 La Pêcheuse de perles (Wild Mangoes) d'Alvin Ganzer : l'infirmière